# Nowy Gościniec
Nowy Gościniec (Zieleniec) – przysiółek wsi Kosieczyn, w Polsce położony w województwie lubuskim, w powiecie świebodzińskim, w gminie Zbąszynek.
W latach 1975–1998 miejscowość administracyjnie należała do województwa zielonogórskiego.